# Перуансько-японські відносини
Перуансько-японські відносини - двосторонні дипломатичні відносини між Перу та Японією.

## Історія

### Ранні стосунки
Перші контакти між Японією та Перу відбулися через іспанських торговців, які возили товар до Японії та Перу на Манільських галеонах з Мексики та Філіппін, а також через іспанських місіонерів. У Манілі іспанці купували товар у японців і возили цю продукцію до Латинської Америки.
У 1821 Перу оголосила про свою незалежність від Іспанії, а в жовтні 1868 в Японії почався період Мейдзі, що спричинило встановлення дипломатичних відносин з багатьма країнами після десятиліть ізоляції. 
Ще до встановлення офіційних дипломатичних відносин, у червні 1872 між Японією і Перу стався дипломатичний інцидент, коли перуанський корабель «Марія Луз» йшов маршрутом з Макао в Кальяо, оскільки на перуанські плантації повинні були бути доставлені 232 китайських робітники. Дорогою до Перу корабель «Марія Луз» потрапив у сильний шторм, що викликало необхідність пришвартуватися в японському місті Йокогама, де один китайський робітник зумів втекти з корабля, зістрибнувши на берег. На березі китаєць поскаржився японцям на жорстоке поводження і попросив їх урятувати своїх товаришів по службі на борту корабля. Після того, як другий китайський робітник втік з перуанського корабля, представники японської влади зайшли на борт Марії Луз і виявили, що китайці утримуються в нелюдських умовах. Виявилося, що багато китайців було викрадено, а більшість із них не мали уявлення про те, куди вони прибудуть у результаті подорожі. Суд Йокогами ухвалив рішення про те, що капітану корабля Рікардо Еррере необхідно звільнити китайських громадян.
У 1873 Японія та Перу офіційно встановили дипломатичні відносини, підписавши Договір про дружбу та навігацію.
У 1899 в Перу прибули 790 японських мігрантів на борту корабля «Сакурамару», більшість з них приїхало в країну для роботи на плантаціях.
До 1936 до Перу прибуло 23 000 японських мігрантів.
Під час Другої світової війни перуанці пограбували та спалили понад 600 японських будинків та підприємств у Лімі, вбивши 10 і поранивши десятки громадян японського походження.
У січні 1942 Перу розірвала дипломатичні відносини з Японією у відповідь на напад на Перл-Харбор. Незабаром після цього Перу депортувала понад 1700 японських перуанців до Сполучених Штатів Америки, де вони були поміщені в табори для інтернованих, для забезпечення безпеки країни.
Після закінчення Другої світової війни Республіка Перу відновила дипломатичні відносини з Японією, а в 1959 прем'єр-міністр Японії Нобусуке Кісі здійснив офіційний візит до Перу.
В 1961 перуанський президент Мануель Прадо-і-Угартече став першим главою держави Перу, який відвідав Японію з офіційним візитом.

### Президентство Альберто Фухіморі
У липні 1990 Альберто Фухіморі став першим в історії японцем — главою якоїсь іншої, крім Японії, держави. Через кілька місяців після обрання Альберто Фухіморі президентом країни кілька перуанців японського походження зазнали нападів, викрадень або вбивств з боку двох основних партизанських груп Перу: Сендеро Луміносо і Революційний рух імені Тупака Амару.
В 1992 президент Альберто Фухіморі відвідав Японію з офіційним візитом.
17 грудня 1996 14 повстанців Революційного руху імені Тупака Амару штурмували посольство Японії в Лімі, коли співробітники посольства відзначали 63-й день народження японського імператора Акіхіто та взяли в заручники понад 400 дипломатичних, урядових та військових чиновників. Повстанці вважали, що президент Альберто Фухіморі також буде присутній на цій вечірці. Коли вони виявили, що президента в посольстві немає, вони вимагали звільнити 300 повстанців, ув'язнених у перуанських в'язницях. Захоплення заручників тривало до 22 квітня 1997, коли перуанські командоси в ході бою всередині посольства вбили всіх 14 бойовиків. Під час перестрілки загинув один із заручників, суддя Верховного суду Перу, а також двоє перуанських командосів. Прем'єр-міністр Японії Рютаро Хасімото подякував уряду Перу за успішне проведення операції зі звільнення заручників.
У листопаді 2000 президент Альберто Фухіморі прибув до Брунея для участі в саміті АТЕС. Після саміту він вилетів до Японії, де факсом отримав повідомлення про свою відставку з посади президента через корупційний скандал у Перу. У Японії Альберто Фухіморі отримав громадянство завдяки своєму походженню. Перуанський уряд при президенті Алехандро Толедо зробив запит до Японії з проханням екстрадувати Альберто Фухіморі, оскільки йому пред'явлено 20 звинувачень за кримінальними статтями. Проте уряд Японії відмовився видавати одного зі своїх громадян, що завдав шкоди перуансько-японським відносинам.
У 2006 Альберто Фухіморі покинув Японію і вилетів до Мексики, а потім до Чилі, де був заарештований. Він спробував повернутися до Перу, щоб знову балотуватися на пост президента.

### Останні роки
У 1990-х Японія внесла зміни до імміграційного законодавства та дозволила повернення на батьківщину людей японського походження, народжених за кордоном. Ці люди отримали можливість повернутися до Японії та отримати постійне місце проживання у цій країні. Приблизно 60 000 перуанців японського походження залишили країну і повернулися до Японії, ставши другим за чисельністю латиноамериканською спільнотою в Японії (після Бразилії).
У 2013 Японія та Перу відзначили 140 років з моменту встановлення дипломатичних відносин.

## Торгові відносини
У 2013 товарообіг між Японією та Перу склала суму 3,5 млрд. доларів США.
Експорт Перу до Японії: мідь, рибне борошно, срібло та цинк.
Експорт Японії до Перу: автомобілі, автозапчастини, шини та сталь.
У 2013 прямі інвестиції Японії в Перу становили суму 238 мільйонів доларів США. У Перу діють кілька відомих японських компаній, таких як: Daiso, Honda, Sony, Toshiba і Toyota.
У 2010 Японія та Перу підписали Угоду про економічне партнерство. Обидві країни є членами Транстихоокеанського партнерства.